# Rivières, Charente
Rivières är en kommun i departementet Charente i regionen Nouvelle-Aquitaine i västra Frankrike. Kommunen ligger  i kantonen La Rochefoucauld som ligger i arrondissementet Angoulême. År 2022 hade Rivières 2 023 invånare.

## Befolkningsutveckling
Antalet invånare i kommunen Rivières
Referens:INSEE